# Blackwater Bank SAC
Blackwater Bank SAC este o arie protejată (arie specială de conservare — SAC, sit de importanță comunitară — SCI) din Irlanda întinsă pe o suprafață de 12.401,45 ha, integral marine.

## Localizare
Centrul sitului Blackwater Bank SAC este situat la coordonatele 52°22′46″N 6°12′19″W / 52.379454°N 6.205339°V.

## Înființare
Situl Blackwater Bank SAC a fost declarat sit de importanță comunitară în mai 2011 pentru a proteja un număr necunoscut de specii din flora spontană și fauna sălbatică aflate în arealul zonei. Situl a fost protejat și ca arie specială de conservare în aprilie 2017.

## Biodiversitate
Situată în ecoregiunea atlantică, aria protejată conține 1 habitat natural: Bancuri de nisip acoperite în permanență slab de apă marină.
La baza desemnării sitului se află un număr nedeclarat de specii protejate.